# Johannes Kappes
Johannes Kappes (* 3. Oktober 1773 in Frankfurt am Main; † 9. September 1837 ebenda) war ein Richter und Politiker der Freien Stadt Frankfurt.
Johannes Kappes war Jurist in Frankfurt am Main. 1823 wurde er Kuratelrat und 1834 Direktor des Kuratelamtes. 1835 bis 1837 war er Appellationsgerichtsrat am Appellationsgericht Frankfurt am Main.
Von 1822 bis 1834 war er als Senator und von 1834 bis 1837 als Schöff Mitglied im Senat der Freien Stadt Frankfurt. 1833 war er Jüngerer Bürgermeister. Er gehörte 1817 bis 1831 dem Gesetzgebenden Körper an. 